# Пробій (водоспад)
Пробі́й (інша назва — Яремчанський водоспад) — каскадний водоспад в Українських Карпатах, на річці Прут. Розміщений у межах міста Яремче Івано-Франківської області, на території Карпатського національного природного парку.

## Географія

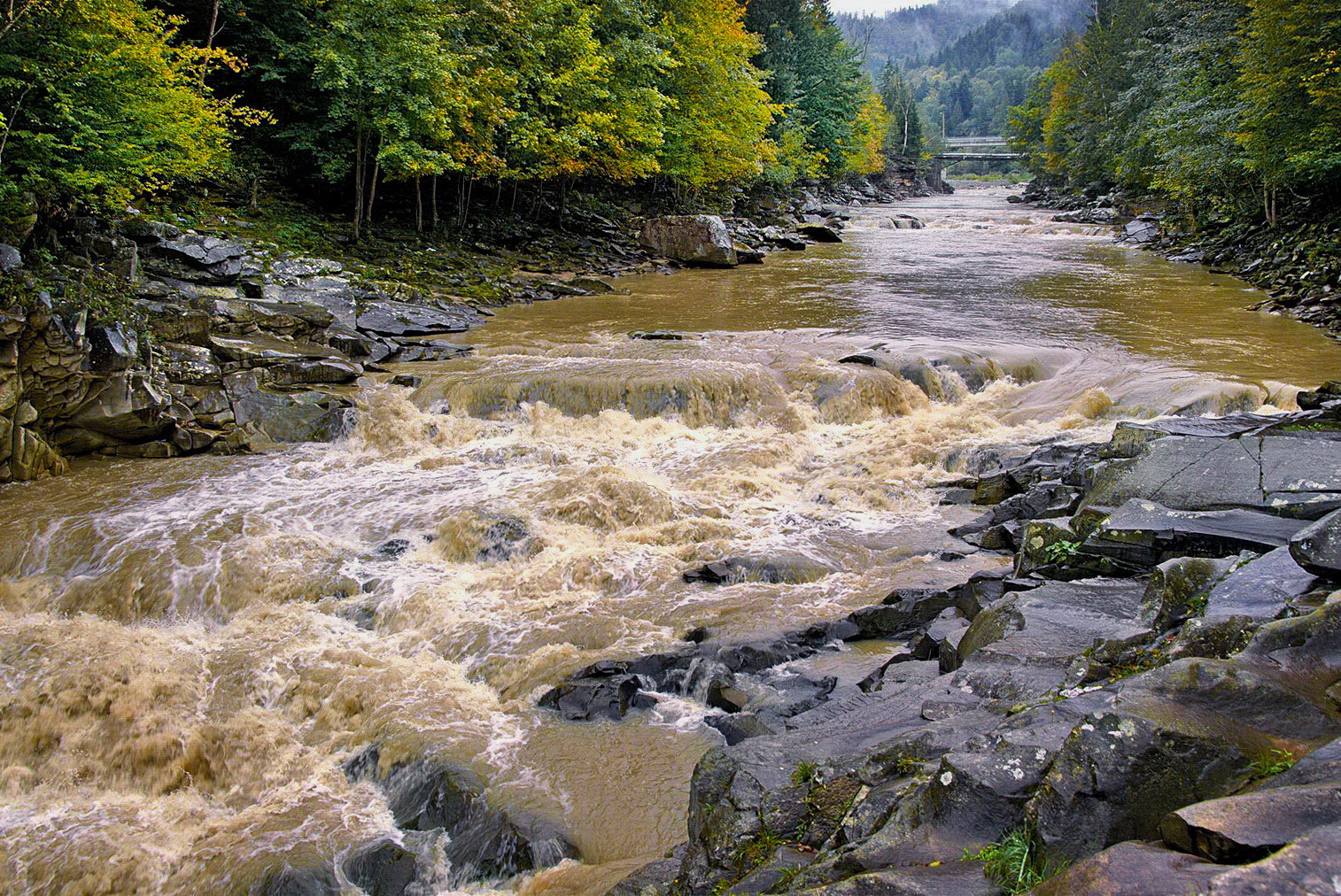
Пробі́й після осінніх дощів

Пробій — один з найповноводніших водоспадів Карпат. Висота падіння води 8 м, кут нахилу — майже 45 градусів.
Утворився в нижній частині Яремчанського каньйону річки Прут, у місці виходу на поверхню стійких до ерозії гірських порід — ямненських пісковиків (верхні шари) та аргілітів і алевритів (нижні шари).
Водоспад Пробій — популярний туристичний об'єкт. Над водоспадом побудований міст заввишки 20 м, з якого стрибають за гроші найсміливіші місцеві жителі. Нижче водоспаду є розлога і глибока улоговина з відносно спокійнішою течією.
Водоспад вже встиг зажити собі недобру славу. Течія дуже швидка, а камінні брили навколо дуже слизькі. Річкові брили, вище самого водоспаду, становлять небезпеку для туристів і всіх допитливих. У погоні за кращим фото люди втрачають пильність, стаючи на мокре каміння. Сила течії дуже сильна, вижити, впавши у вир водоспаду, практично неможливо.
За водоспадом міститься другий сувенірний ринок. Також від водоспаду бере початок промаркований туристичний маршрут на хребет Явірник.

## Світлини та відео

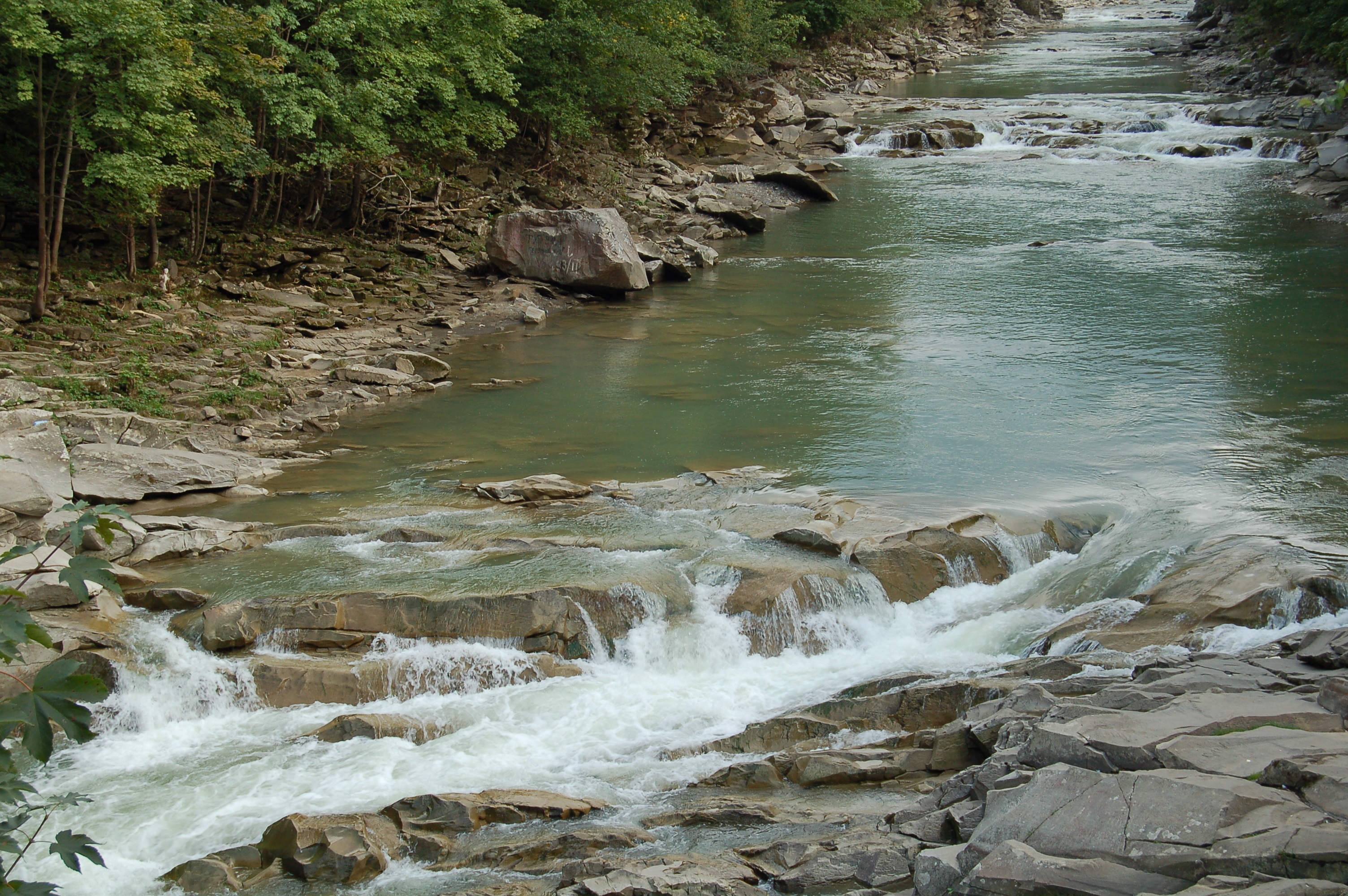
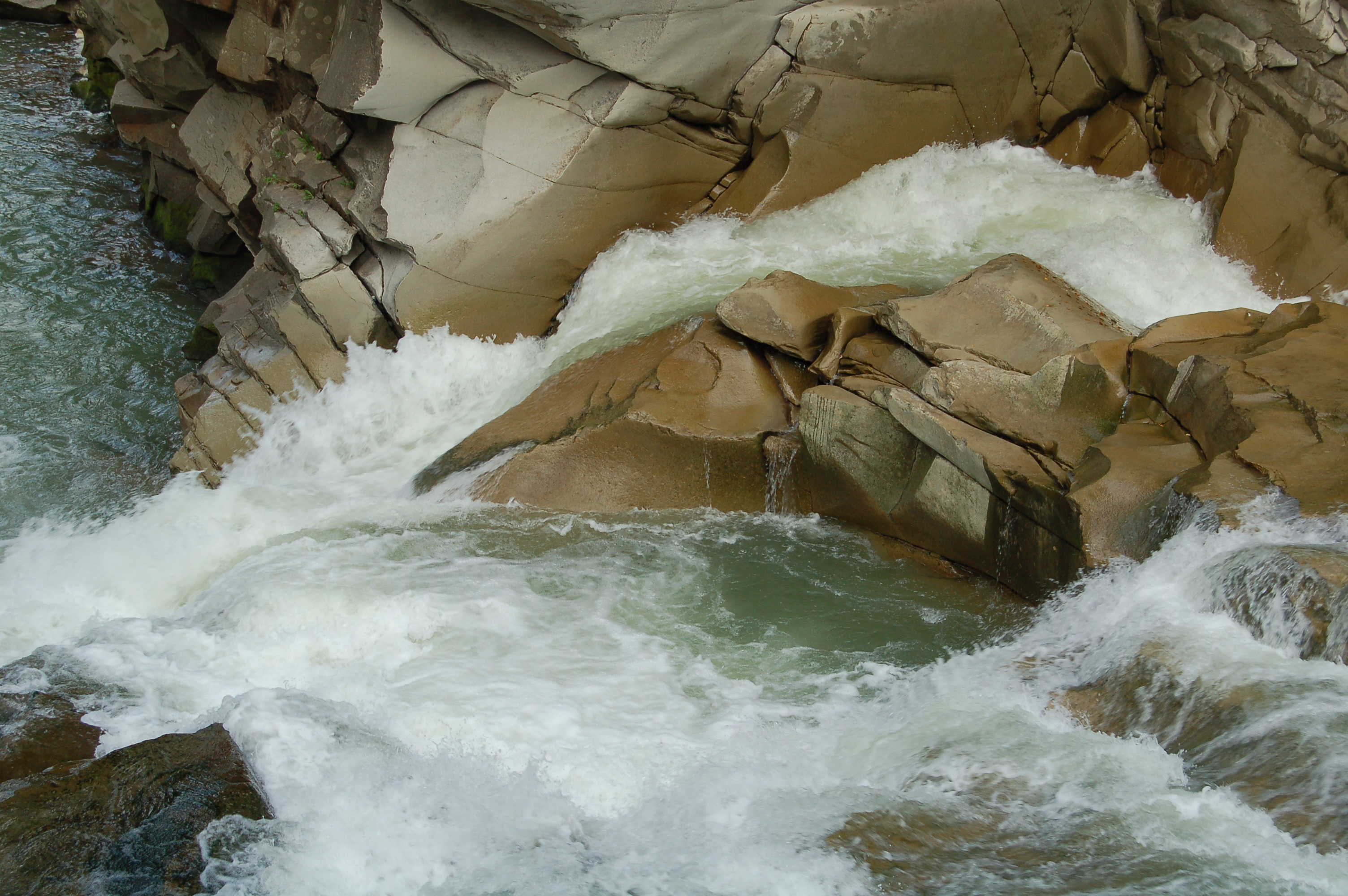
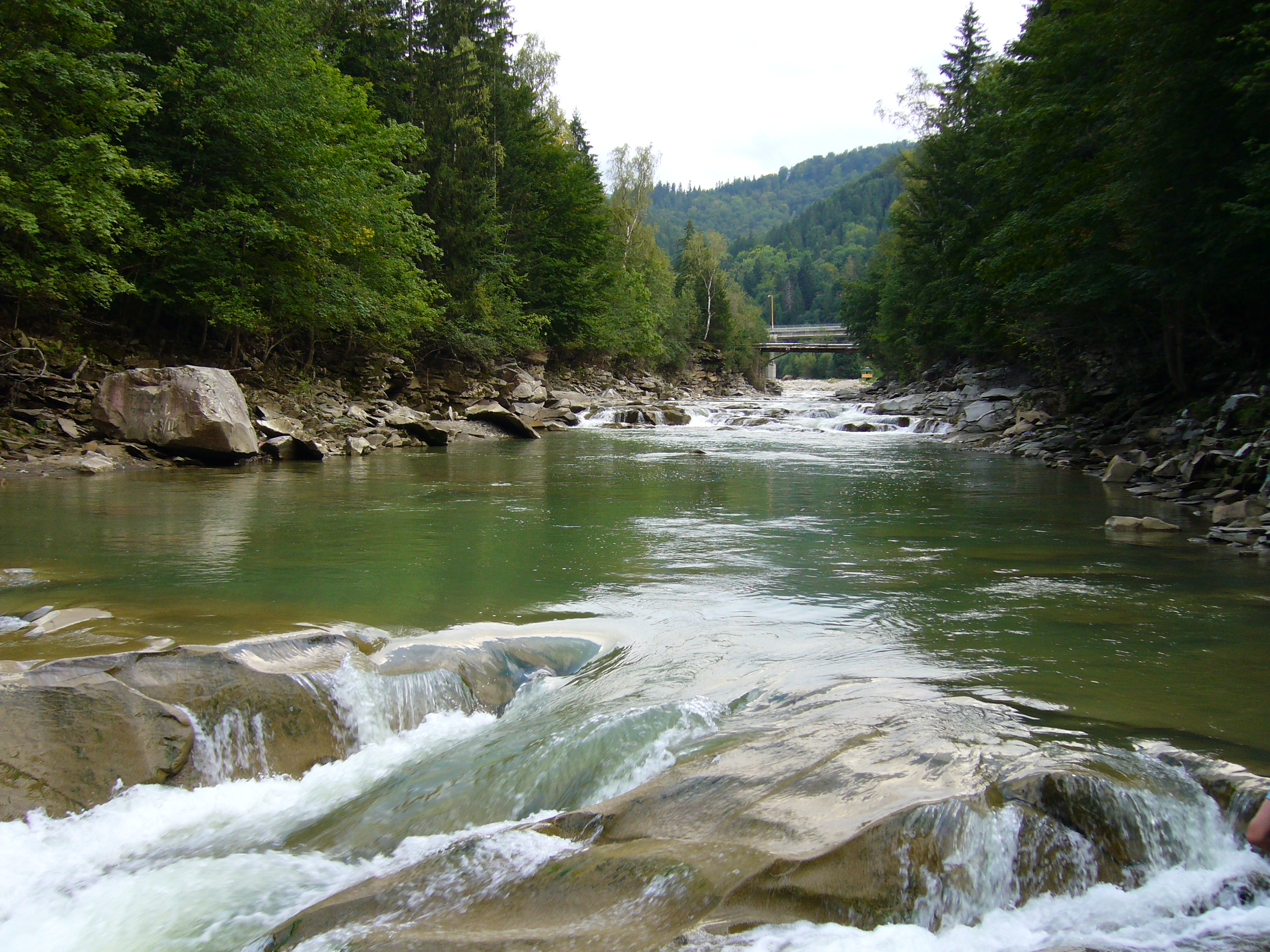
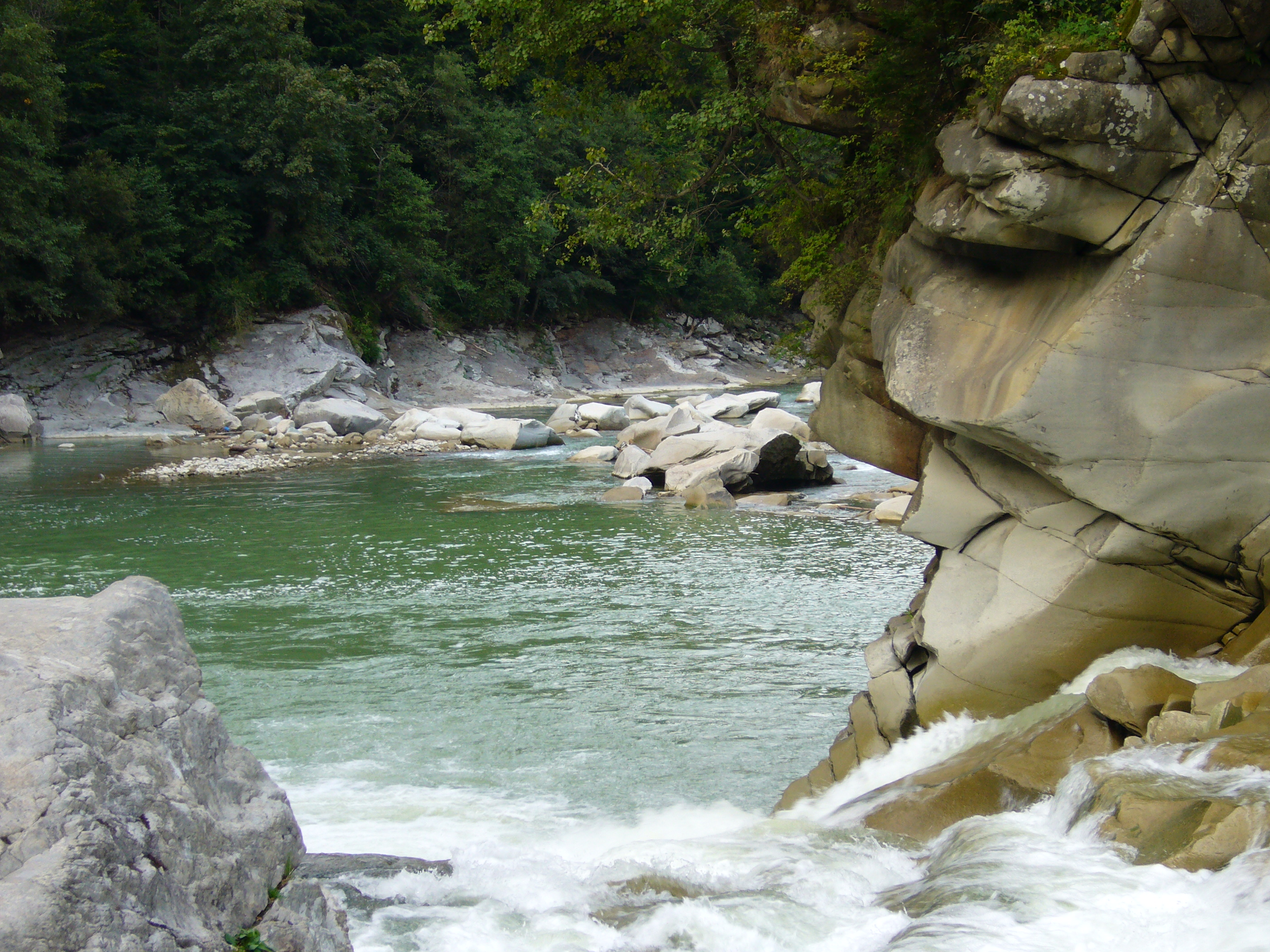
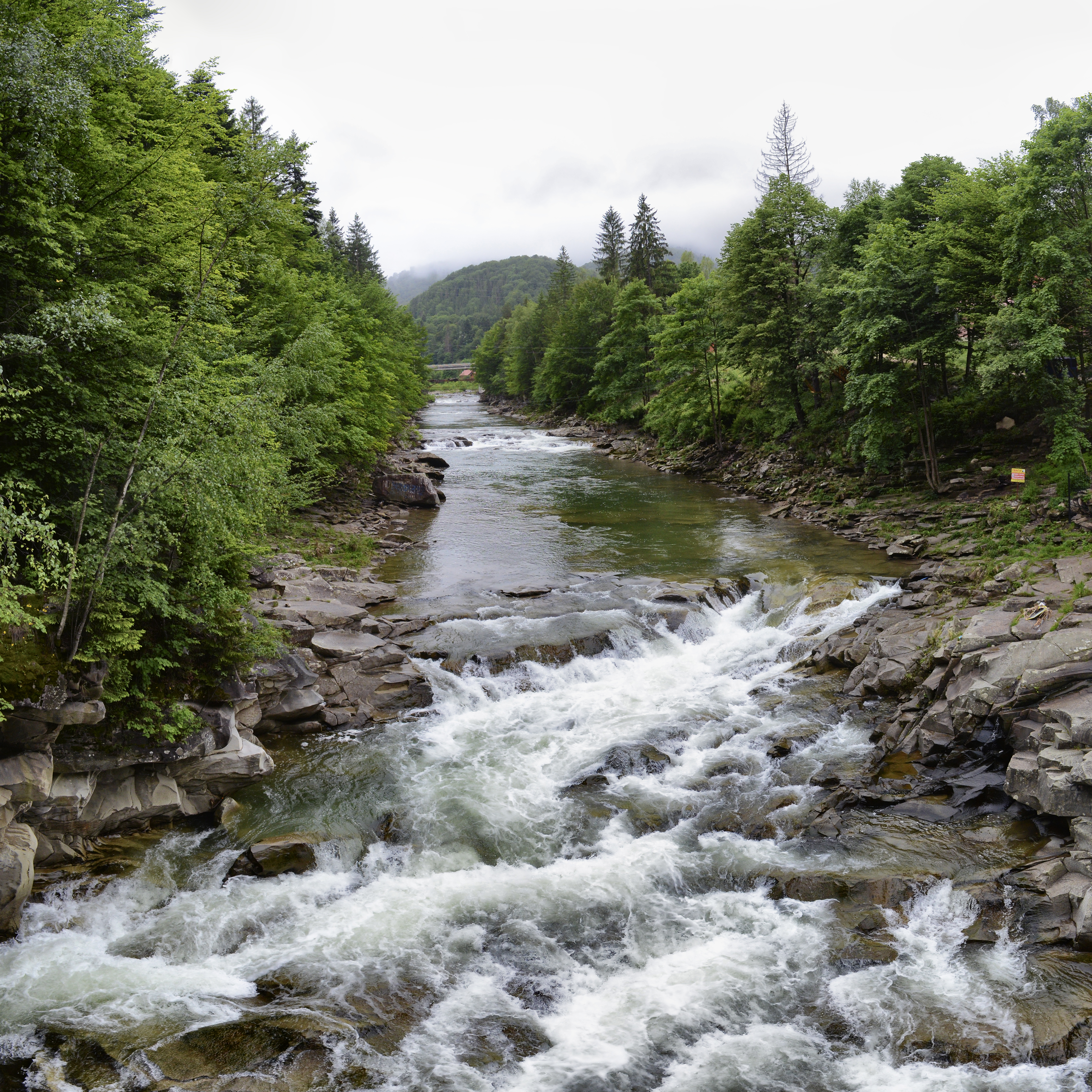
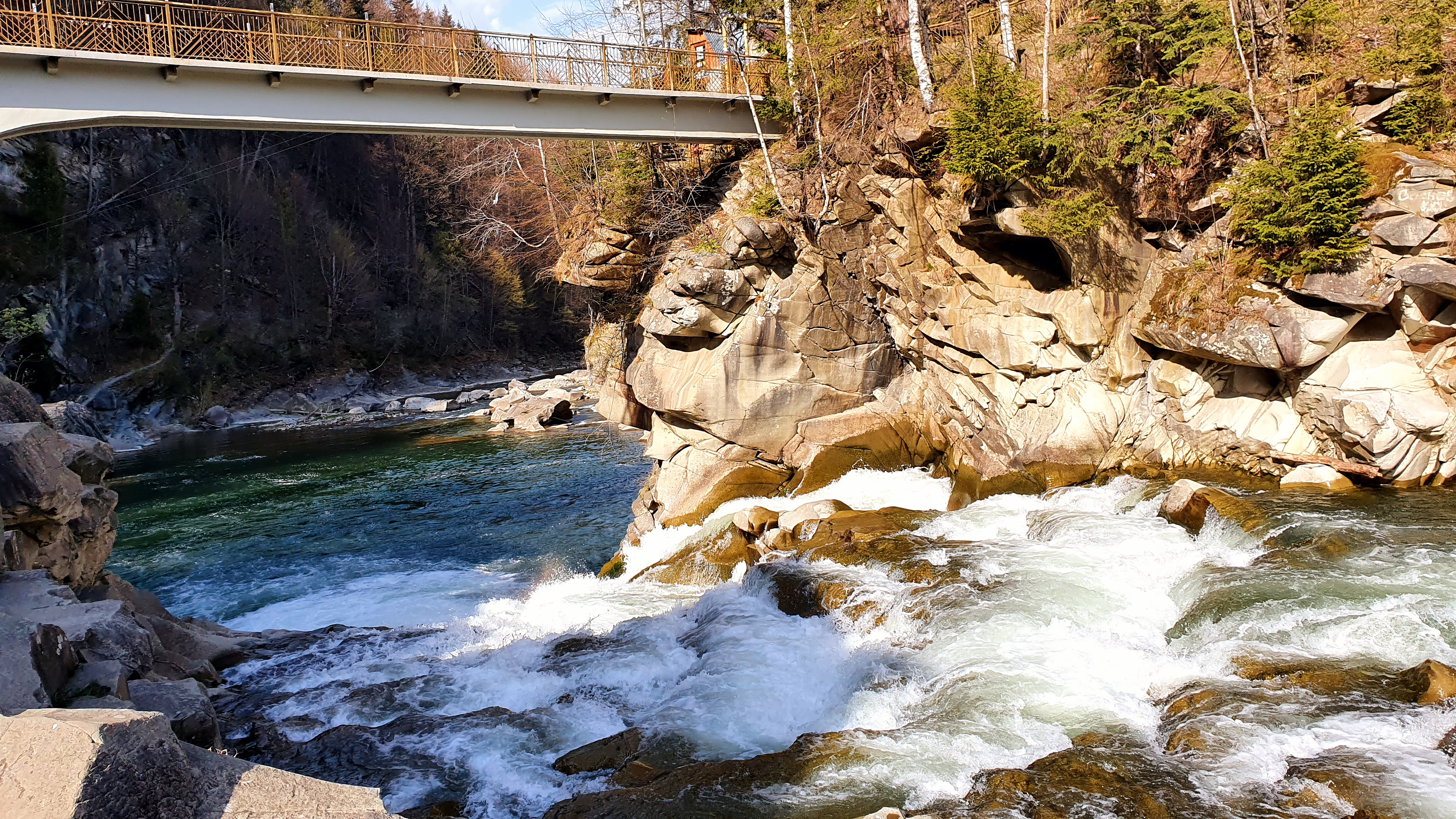
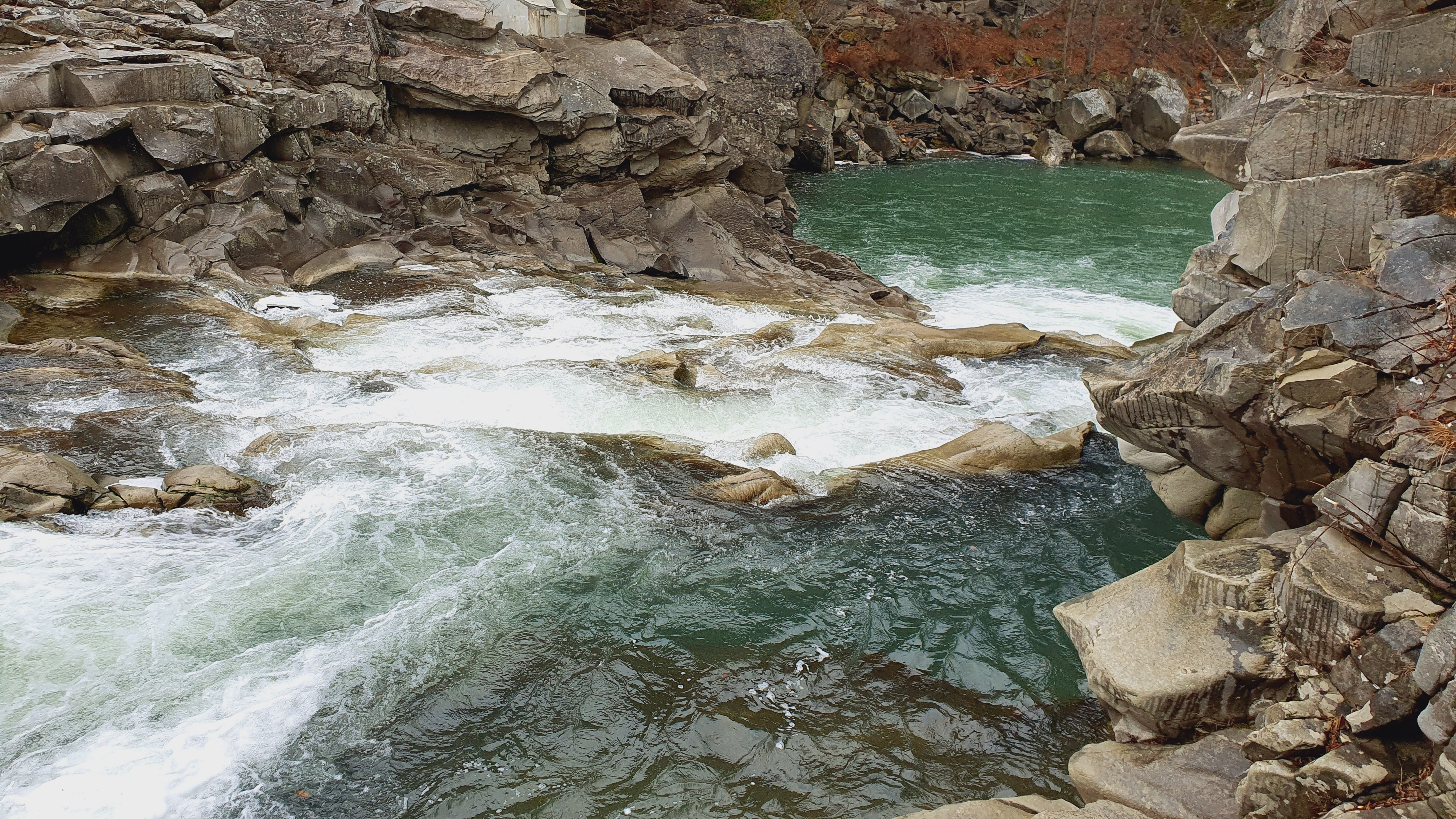